# مجال، منطقه مسکونی
مجال (به لاتین: Magal) یک منطقهٔ مسکونی در اسرائیل است که در Menashe Regional Council واقع شده‌است.